# 秋山智彦
秋山 智彦（あきやま ともひこ、1972年1月16日 - ）は、日本のスーツアクター、スタントマン、俳優。
神奈川県出身。173cm、63kg。

## 人物
- 倉田プロモーションなど、幾つかのプロダクションを経て、AAC STUNTSやジャパンアクションエンタープライズ、剣武会など、様々なプロダクションの作品にゲスト出演しつつ、独学でアクションを学ぶ。
- 非常に細身でワイヤーアクションと女形を得意とし、『ボイスラッガー』では、口出しのマスクで女性キャラであるボイスラッガールビーを演じた。
- アメリカとニュージーランドで「パワーレンジャーシリーズ」数本の撮影に参加している[2]。
- 写真嫌いで、スーツアクターの同業者の間でも素顔の写真はなかなか撮らせてもらえないことで有名。しかしながらここ最近は雑誌やPVなどへの素顔の出演が増えた。
- 腕にタトゥを入れている。
- 特技はペン習字。
- 映画俳優組合（The Screen Actors Guild、略称：SAG/全米映画俳優組合、スクリーン・アクターズ・ギルド）に加入している。
- 米映画『パイレーツ・オブ・カリビアン/デッドマンズ・チェスト』アクション・パートへの出演のオファーが浮上するも当時、レギュラー出演中だった『魔弾戦記リュウケンドー』のスケジュールを優先したために実現には至らなかった。同様に『仮面ライダードラゴンナイト』に出演予定でもあったが、予算の都合で実現には至らなかった。

## 出演

### テレビドラマ
- とんねるずのみなさんのおかげです「仮面ノリダー」 - ジョッカーのみなさん
- 本日も晴れ。異状なし（2009年） - スタント
- 刑事・鳴沢了2〜偽りの聖母〜（2011年） - スタント
- 彼岸島（2013年） - 雅（栗原類）吹き替え

### 特撮テレビドラマ
- 五星戦隊ダイレンジャー （1993年） - 補助[3]
- ボイスラッガー（1999年） - ボイスラッガールビー[注釈 1]
- 鉄甲機ミカヅキ（2000年） - タクティカル・スーツ（金城）
- パワーレンジャー・タイムフォース（2001年） - ピンクレンジャー、イエローレンジャー、グリーンライトスピードレンジャー、ピンクライトスピードレンジャー
- パワーレンジャー・ワイルドフォース（2002年） - イエローイーグル、ルナウルフ、タイムフォースピンク、エイリアンレッドレンジャー、アンドロス（スタント）、メリック（スタント）、ロファング、ジェネラル・ヴェンジック、オートマン、スーパートキシカ、
- パワーレンジャー・ニンジャストーム（2003年） - ネイビーサンダー、ダスティン（スタント）、モトドローン、ビービル
- 牙狼〈GARO〉（2005年 - 2006年） - 魔獣装甲コダマ
- 牙狼〈GARO〉スペシャル 白夜の魔獣（2006年） - カラクリ＆スタント
- 魔弾戦記リュウケンドー（2006年） - 魔弾銃士リュウガンオー / 魔弾銃士マグナリュウガンオー
- 海賊戦隊ゴーカイジャー（2011年 - 2012年）
- 非公認戦隊アキバレンジャー（2012年） - 係長[2]、シャチーク、アキバイエロー（第5話・代役）[2]、ボウケンレッド[2]、都築タクマ（高木心平）吹き替え[2]
- 非公認戦隊アキバレンジャー シーズン痛（2013年） - スタント・スーツアクター
- 衝撃ゴウライガン!!（2013年） - 光人（元・陰人）ライ

### 映画
- ガメラ2 レギオン襲来（1996年） - ソルジャーレギオン
- タオの月（1997年） - スタント
- らせん（1998年） - レスキュー隊員
- ろくでなしBLUES'98（1998年）
- ガメラ3 邪神覚醒（1999年） - スタント
- SHADOW FURY（2002年） - スタント[4]
- キューティーハニー（2004年）
- デビルマン（2004年） - デビルマン
- 仮面ライダー THE FIRST（2005年） - スタント
- UDON（2006年） - キャプテンUDON
- スケバン刑事 コードネーム=麻宮サキ（2006年） - スタント
- 魁!!男塾（2007年） - 坂口拓スタンドイン
- 仮面ライダー THE NEXT（2007年） - 仮面ライダー2号[5]、ショッカーライダー[5]
- XX（エクスクロス） 魔境伝説（2007年） - 村人
- 252 生存者あり（2008年） - スタント
- 大怪獣バトル ウルトラ銀河伝説 THE MOVIE（2009年） - ウルトラ戦士・怪獣・宇宙人
- きょーれつ! もーれつ! 古代少女ドグちゃんまつり! スペシャルムービー・エディション（2010年） - キモスイ
- オーズ・電王・オールライダー レッツゴー仮面ライダー（2011年）
- ゴーカイジャー ゴセイジャー スーパー戦隊199ヒーロー大決戦（2011年）
- 極道兵器（2011年） - スタント
- 電人ザボーガー（2011年） - スタント
- ウルトラマンサーガ（2012年） - スタント[6]
- 牙狼〈GARO〉〜蒼哭ノ魔竜〜（2013年） - スタント・スーツアクター

### オリジナルビデオ
- 拳鬼（1995年） - 八極拳老師[7]
- 湘南純愛組!2（1995年）
- 仁義5 関東頂上決戦（1995年）
- 仁義6 全面報復戦争（1995年）

### 舞台・ショー
- 第1回紀州鉄砲まつり演武 - 殺陣・演出
- 劇団ヘロヘロQカムパニー 第9回公演 燃えて サムライ〜血風編〜 - サミージュニア3世
- 後楽園ゆうえんち野外劇場
  - 恐竜戦隊ジュウレンジャーショー - ドラフトキース
  - 五星戦隊ダイレンジャーショー - シシレンジャー
  - 忍者戦隊カクレンジャーショー - 忍者装束ジライヤ（変身前）
- 五星戦隊ダイレンジャーショー - シシレンジャー[8]
- 超力戦隊オーレンジャーショー[9]
- 救急戦隊ゴーゴーファイブショー - ゴーイエロー[10]
- 仮面ライダー剣ショー - 仮面ライダーカリス[11]
- 魔法戦隊マジレンジャーショー - マジピンク[12]
- 魔弾戦記リュウケンドー DVD vol.2 発売記念イベント - 魔弾銃士マグナリュウガンオー
- トークアクションショー 俺達の戦記（2006年12月）
- 仮面ライダーキバショー[13]
- 海賊戦隊ゴーカイジャーショー - ゴーカイイエロー[14]
- 非公認戦隊アキバレンジャー らいぶつあーふぁいなる 〜中野へ大遠征!〜 - 歌舞伎町メスグロヒョウモンチョウ
- Power Rangers World Live Tour ("Lost Galaxy") - イエローレンジャー[15]、戦闘員[16]、モンスター[16]

### アニメ
- APPLESEED XIII（2011年） - モーションキャプチャー
- 信長協奏曲（2014年） - サブロー（織田信長）モーションアクター

### CM
- ナイキ「NIKE iD Play Colorful編」 - アクションコーディネート
- KDDI「au 誰でも割・桃太郎編」 - ネコ
- エステー「ムシューダ・クマの叫び編」 - サル
- コアズ企業CM - アクションコーディネート
- gooモバイルCM「カンフー女子高生編」 - アクションコーディネート
- HONDA ステップワゴン「新登場」篇「大空間・低燃費」篇「隠れるシート・エコアシスト」篇・スパーダ ストロング篇 - ウルトラ戦士
- ライオン バルサンプロEX「くろ」篇・店頭ムービー - バルサンマン
- 仮面ライダー 40周年記念CM - 仮面ライダーキバ
- 森永製菓 ウイダー ALL CHARGE TVCMムービー - バ怪獣 ゴメラ
- 参天製薬 サンテ×ももクロ ニッポンきたぁ↑↑大作戦！ - かいじゅうメガドヨン

### その他
- バーチャファイター3 - モーションキャプチャー
- メタルギアソリッド3 - モーションキャプチャー
- バイオハザード アウトブレイク - モーションキャプチャー
- DJ OZMA「純情〜スンジョン〜」（2006年7月12日発売 / 東芝EMI）プロモーションビデオ・クリップ
- 戦国BASARA2英雄外伝 - モーションキャプチャー
- 第33回ホリプロタレントスカウトキャラバン - アクション審査スタント
- 第一興商カラオケ映像 - 沖田総司 役
- モンスターハンター（モンスターハンターポータブル 3rd） - モーションキャプチャー
- グランツーリスモ5 - モーションキャプチャー
- 史上最強の移動遊園地 DREAMS COME TRUE WONDERLAND 2011（7月24日 - 11月20日） - フライング・スタッフ
- 夢銃士ヴァリアード - アクション監督
- 340スズキpresents「秋山祭」（2013年6月）